# Bodeștii de Jos
Bodeștii de Jos – wieś w Rumunii, w okręgu Neamț, w gminie Bodești. W 2011 roku liczyła 1450 mieszkańców.